# Manoir de la Chaume
Le manoir de la Chaume est un édifice situé à Cervon, en France.

## Localisation
Le manoir est situé sur le territoire de la commune de Cervon, située dans le département de la Nièvre en région Bourgogne-Franche-Comté. 

## Description
Le manoir de la Chaume est une bâtisse de plan rectangulaire qui possède deux niveaux avec des combles, elle est couverte d'un long toit recouvert de tuiles mécaniques, et des baies à meneaux en pierre surmontées d'arcs en accolade. Le rez-de-chaussée et l'étage abritent deux belles cheminées gothiques qui conservent un décor héraldique de qualité des années 1500.

## Historique
La famille de La Chaume était propriétaire de fiefs dans la région de Corbigny. Son histoire est connue au XVe siècle, époque où fut édifié le manoir. Au XVIIe siècle le fief appartint à Georges de Bony puis en 1690 à Vauban.
Le manoir fait l'objet d'une inscription au titre des monuments historiques par arrêté du 30 novembre 2010.